# 透紅天竺鯛
透紅天竺鯛（學名：Apogon kautamea），為輻鰭魚綱天竺鯛科天竺鯛屬下的一個種，分布於東南太平洋復活節島海域，深度18至20公尺，本魚體延長，長橢圓形，體稍側扁，頭及眼睛大，口大且斜裂，頜齒細小，鋤骨和腭骨通常具齒，舌上無齒，鰓蓋骨後緣棘不發達，體被弱櫛鱗，下頷較上頷稍長而突出，側線完全，體紅色半透明，體側鱗片上無條紋或條狀或黑邊，尾鰭叉形，背鰭有二個，背鰭硬棘7枚、背鰭軟條8-9枚、臀鰭硬棘2枚、臀鰭軟條8枚，體長可達7.3公分，棲息在礁石區，屬肉食性，夜行性，繁殖期時，雄魚具有口孵習性，卵約7日化成仔魚，由雄魚吐出，具短暫的仔魚飄浮期。